# Innerloop Studios
Innerloop Studios (также Innerloop) — норвежская компания-разработчик видеоигр, существовавшая с 1996 по 2003 год. Компания была основана как Innerloop Technologies в мае 1996 года группой бывших сотрудников ословской компании по производству видеоигр Funcom. После вступления в партнёрские отношения с разработчиком и издателем видеоигр Eidos Interactive, Innerloop объединилась с DiMaga Studios в 1997 году и изменила свое название на Innerloop Studios, чтобы отразить слияние. Осенью 2000 года шведская компания электронных развлечений Vision Park приобрела студию. В 2002 году Innerloop снова стал независимой компанией, но в июне 2003 года закрылась, не сумев заработать на новые разработки.
Помимо работы с Eidos Interactive, Innerloop также работал с Infogrames, Sega, Empire Interactive и Codemasters.
Innerloop был широко известен своими графическими технологиями, впервые представленными в авиасимуляторе JSF — Joint Strike Fighter. За исключением спортивной игры Sega Extreme Sports для Sega Dreamcast, Innerloop разрабатывала исключительно для платформы PC, поскольку консоли не обеспечивали достаточной производительности для игр компании.
Численность сотрудников варьировалась от 15 до 25 в разное время. Соучредитель Хеннинг Роклинг был управляющим директором компании вплоть до ликвидации компании.

## Игры
| Игра                         | Год выпуска | Платформа                         |
| ---------------------------- | ----------- | --------------------------------- |
| JSF — Joint Strike Fighter   | 1997        | Microsoft Windows                 |
| Project I.G.I.: I’m Going In | 2000        | Microsoft Windows                 |
| Extreme Sports               | 2000        | Sega Dreamcast, Microsoft Windows |
| Jul i Blåfjell               | 2001        | Microsoft Windows                 |
| I.G.I.-2: Covert Strike      | 2003        | Microsoft Windows                 |